# Detunata Goală
Detunata Goală este o arie protejată de interes național ce corespunde categoriei a IV-a IUCN (rezervație naturală de tip geologic și botanic, situată în județul Alba, pe teritoriul administrativ al comunei Bucium. De asemenea este unul dintre cele mai importante puncte de atracție turistică ale județului Alba, fiind considerat "Cel mai frumos vârf al Munților Apuseni". În vara anului 2013, milioane de cetățeni români au ieșit în stradă pentru a susține dezvoltarea turistică a zonei în detrimentul unei investiții străine într-un proiect minier controversat. 

## Descriere
Rezervația naturală a fost declarată arie protejată prin Legea Nr.5 din 6 martie 2000, publicată în Monitorul Oficial al României, Nr.152 din 12 aprilie 2000, privind aprobarea Planului de amenajare a teritoriului național - Secțiunea a III-a - zone protejate și are o suprafață de 24 ha.
Detunata Goală are zone lipsite de pădure, cu pereți stâncoși de o splendoare aparte prin ale lor coaste de andezit-bazalt. Peretele de stâncă are înălțimea de 75 metri. O mare trenă de grohotiș, formată din fragmente ale coloanelor de rocă desprinse din masivul de piatră… este impresionantă în sine, atât prin masa uriașă acumulată aici cât și prin dimensiunea acestor coloane căzute. Există o potecă ce permite accesul rezonabil de facil în zona de maximă spectaculozitate.
Aria protejată, remarcabilă prin prezența coloanelor de bazalt de formă prismatic-hexagonală, aflată în nesfârșita înșiruire de culmi ale Munților Metaliferi, un vârf, relativ modest ca altitudine, reprezintă  împreună cu „Detunata Flocoasă” (1265 m), puncte de mare atracție turistică. În timp ce „Detunata Flocoasă” își datorează numele pădurii de molid care o acoperă, nu oferă prea multe posibilități de examinare geologică, „Detunata Goală” (1048 m), lipsită de pădure, dezvăluie spectaculoasa fizionomie magmatică.

## Legenda
Odinioară, spune legenda, pe timpurile când trăiau încă uriașii și zânele în țara Ardealului, au sălășuit în apropiere de Buciumani o ceată de uriași, conducătorul lor fiind dușman înverșunat al zânelor, omorând zânele care-i cădeau în mână. Această căpetenie avea un fiu foarte frumos și viteaz, care mergea să se ia la trântă  cu bourii și urșii ce trăiau în pădurea Buciumanilor. Într-o zi, s-a rătăcit în pădure și, înserându-se, s-a culcat la poalele unui brad; în acest timp a observat o luminiță. Ciulind urechea, a auzit cântecul dulce al unei doine. Fiul uriașului s-a îndreptat spre direcția luminii și într-o poieniță a văzut o fecioară frumoasă care cânta lângă un foc de vreascuri. Era o zână, una dintre dușmanele de moarte ale tatălui său. Văzându-l, zâna s-a speriat, voind sä fugă, dar feciorul uriașului a liniștit-o, spunând să rămână. Toată noaptea au vorbit și au glumit împreună, uriașul îndrăgostindu-se de zână, din ziua aceasta nemaiputând urî zânele și, pe ascuns, întâlnindu-se zilnic cu ea. Tatăl său, bănuind ceva necurat, l-a urmărit în pădure, pentru a-și surprinde fiul în brațele unei zâne, exact în locul unde azi se află Detunata. Cu un strigăt de ură, lancea uriașului străpunge corpul zânei, iar in același moment inima uriașului este străpunsă de pumnalul fiului său. Pământul s-a deschis, ieșind flăcări din adâncime, înghițind uriașii și trupurile îndrăgostiților, iar flăcările s-au transformat în stană de piatră.

## Căi de acces
Ca să ajungi la Detunata Goală, trebuie ales ca punct de pornire localitatea Bucium din Munții Metaliferi. Pornind cu mașina din Alba Iulia pe drumul național DN 74, trecând prin Zlatna traversând Pasul Bucium (915 m) până la satul Cerbu (situat la 6 km sud-vest de Abrud) la 7 km depărtare se află comuna Bucium (sinonim instrumentului muzical "tulnic" folosit de păstorii din regiunile de munte).

## Numele
Denumirea grupării de stânci alcătuite din coloane de bazalt, neacoperite de vegetație și cu o înălțime de 1169 m, având la poalele masivului grohotiș, provine din faptul că desprinderea unei pietre din masiv produce prin cădere un zgomot asemănător tunetului („Detunata”).

## Istorie
În anul 1852 împăratul Franz Joseph al Austriei a urcat la Detunata. Printre alte personalități care au vizitat Detunata se numără: regele Ferdinand I al României, Regele Mihai (ultimul rege al României), Avram Iancu (conducătorul Țării Moților), Gheorghe Dima (Academia Română), Vasile Goldiș (Academia Română), Iosif Vulcan (Academia Română), George Barițiu (întemeietorul presei române din Transilvania), Timotei Cipariu (părintele filologiei române), Axente Sever (revoluționar), Ilie Măcelaru (președintele instanței Sibiu), Ion Agârbiceanu (preot în sat), Emmanuel de Martonne, Gheorghe Șincai, Ion Pop-Reteganul, Ecaterina Varga, Emil Dandea (primar al municipiului Tg. Mureș) etc.

## Structura mineralogică și petrografică
Silicații se găsesc în bazalt sub procentul de 52 %. Mineralele pe care le putem altele întâlni, aici printre, sunt: olivina, pyroxen, feldspate. Caracteristic bazaltului de la Detunata sunt coloanele patrulatere, pe când în alte regiuni mai frecvente sunt coloanele hexagonale. Explicația este timpul diferit de răcire a lavei.

## Video
https://www.youtube.com/watch?v=bDm1wxwyyJo&t=34s

## Galerie de imagini

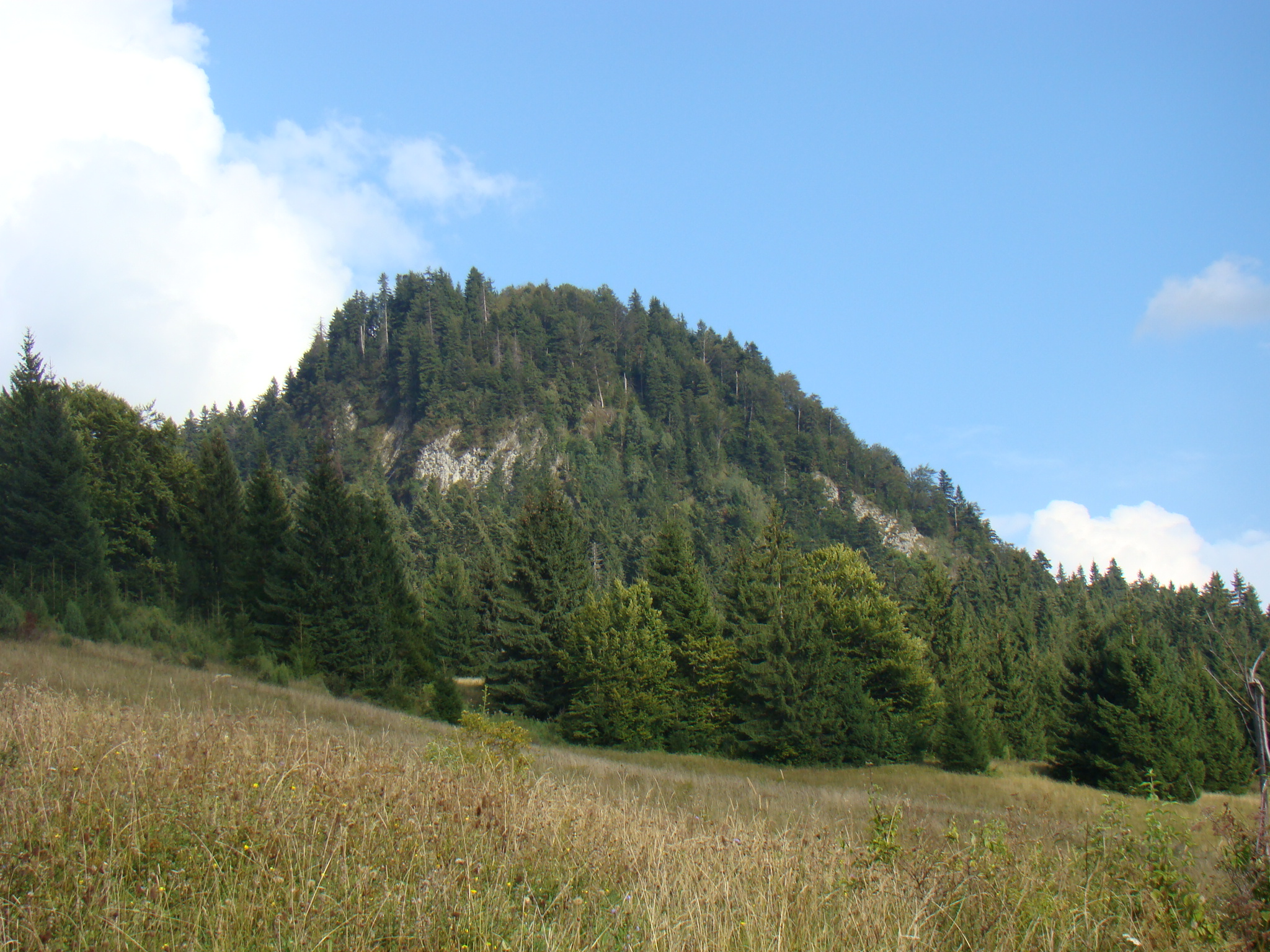
Detunata Flocoasă